# Provinciale weg 250
De provinciale weg 250 is een provinciale weg in de provincie Noord-Holland en verbindt de rijkswegen N9 en de N99 met de haven van Den Helder. Het kruispunt van deze drie wegen ligt bij De Kooy. De N250 loopt vanaf de Kooybrug door Den Helder naar de haven van Den Helder. Van daar af verbindt een veerdienst de vaste wal met het eiland Texel, waar de N501 in het verlengde van de N250 richting Den Burg loopt.

## Geschiedenis
Oorspronkelijk was de huidige N250 een rijksweg. Vanaf het Rijkswegenplan 1932 genummerd als rijksweg 10, de zijtak van rijksweg 9 (Haarlem - Leeuwarden) die vanaf De Stolpen naar Den Helder verliep. Het nummer zou in de rijkswegenplannen van 1938 en 1948 behouden blijven. Pas toen in het rijkswegenplan van 1958 de nummers rijksweg 10 en 10a waren voorzien voor een nieuwe weg door de pas drooggelegde IJsselmeerpolders werd de weg tussen De Stolpen en Den Helder onderdeel van rijksweg 9. Inmiddels verlopende vanaf De Kooy, zou de weg in het rijkswegenplan van 1968 voor het laatst opgenomen worden als planweg.
Toen in 1976 een nieuw wegnummeringssysteem werd geïntroduceerd ter vervanging van het systeem uit 1957 werd de weg genummerd als N9, een nummer dat ondanks de status als planvervangende weg in het rijkswegenplan van 1984 behouden bleef. Vanaf dit laatste rijkswegenplan stond de weg administratief bekend als rijksweg 707. Uiteindelijk werd de weg in het kader van de Wet Herverdeling Wegenbeheer op 1 januari 1993 overgedragen aan de provincie Noord-Holland. Deze gaf de weg het nummer N250.
In 2020 kreeg het deelte van de weg buiten de bebouwde kom van Den Helder de naam Karel Doormanweg, vernoemd naar schout-bij-nacht Karel Doorman. Ook werden in 2020 de VRI-installaties vervangen door intelligente verkeersregelinstallaties (iVRI). Hierdoor verbetert de doorstroming tijdens de onder andere door Texelverkeer veroorzaakte piekmomenten.

## Traject
Vanaf De Kooy, waar de weg met een iVRI-kruispunt verbonden is met de N9 en N99, ligt de weg in noordelijke richting langs het Noordhollands Kanaal. Aan de weg zijn hier enkele woningen gevestigd die via het parallel gelegen fietspad te bereiken zijn. Ook ligt er een rijksparallelweg die met name Vliegveld De Kooy ontsluit. Na ongeveer twee kilometer volgt een T-splitsing met de Guldemondweg. Weer ruim een kilometer noordelijker ligt een turborotonde op de kruising met de Ravelijnweg. Vanaf dit punt ligt de weg in een helling langs Fort Westoever tot de Burgemeester Visserbrug. Bij deze brug is het begin van de bebouwde kom en iets verder begint de bebouwing van de stad. Hier verandert de naam van Karel Doormanweg in Binnenhaven. De weg ligt hier langs de Koopvaarders Binnenhaven. Er volgt een verkeerslichtenkruising met de Ruyghweg naar het westen en de Havenweg met Van Kinsbergenbrug naar het oosten. Deze laatst weg voert richting Port of Den Helder en de Nieuwe Haven.
Voorbij het kruispunt ligt parallel aan de weg en langs het water de Francien de Zeeuwpromenade voor wandelaars. Na enkele kleine zijwegen verandert de naam vanaf de Nieuwe Brugstraat in Zuidstraat. Op deze plek lag tot 1969 de Ankerparkbrug naar de haven. Na een bocht volgt de weg de countouren en buitengrachten van voormalig rijkswerf Willemsoord. Bij de iVRI-kruising met de Beatrixstraat, de stadsentree richting het centrum, slaat de N250 rechtsaf en heeft het de naam Weststraat. Hier volgen enkele kleine zijwegen tot het kruispunt bij de Nieuwe Kerk en de hoofdentree van Willemsoord. Na weer enkele kleine zijwegen volgt het iVRI-kruispunt met de Kanaalweg naar het westen en de Hoofdgracht richting het oosten. De N250 gaat rechtdoor en meteen met een bocht naar het oosten langs de Helderse Zeedijk richting de ingang van de TESO-veerhaven naar Texel. Dit deel heet, net als een parallelgelegen weg, Hoofdgracht en bestaat voor een groot deel uit een opstelterrein voor autoverkeer naar Texel. Voor de ingang van de veerhaven volgt nog een kruispunt met een weg en fietspad richting het Havenplein met hotel en restaurant.

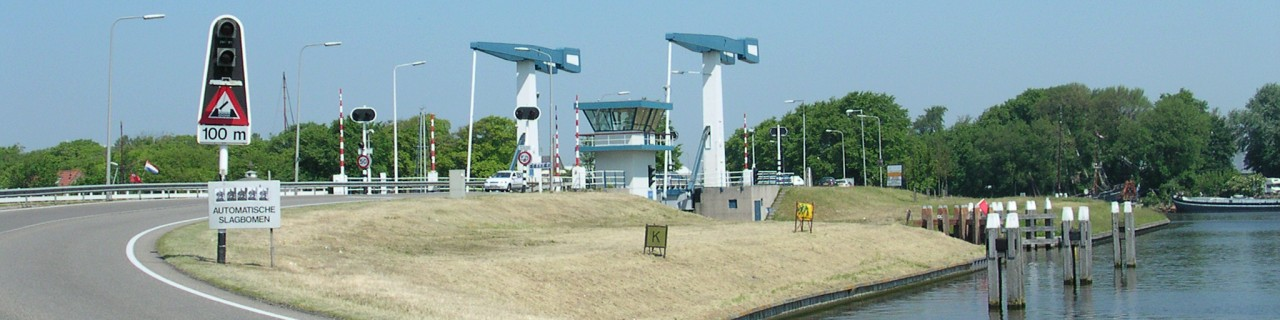
Burgemeester Visserbrug, entree bebouwde kom Den Helder

N23 · N194 · N196 · N197 · N198 · N199 · N200 · N201 · N202 · N203 · N204 · N205 · N206 · N207 · N208 · N209 · N210 · N211 · N212 · N213 · N214 · N215 · N216 · N217 · N218 · N219 · N220 · N221 · N222 · N223 · N224 · N225 · N226 · N227 · N228 · N229 · N230 · N231 · N232 · N233 · N234 · N235 · N236 · N237 · N238 · N239 · N240 · N241 · N242 · N243 · N244 · N245 · N246 · N247 · N248 · N249 · N250 · N307

N401 · N402 · N403 · N404 · N405 · N406 · N407 · N408 · N409 · N410 · N411 · N412 · N413 · N414 · N415 · N416 · N417 · N418 · N419 · N420 · N421 · N439 · N440 · N441 · N442 · N443 · N444 · N445 · N446 · N447 · N448 · N449 · N450 · N451 · N452 · N453 · N454 · N455 · N456 · N457 · N458 · N459 · N460 · N461 · N462 · N463 · N464 · N465 · N466 · N467 · N468 · N469 · N470 · N471 · N472 · N473 · N474 · N475 · N476 · N477 · N478 · N479 · N480 · N481 · N482 · N483 · N484 · N487 · N488 · N489 · N490 · N491 · N492 · N493 · N494 · N495 · N496 · N497 · N498 · N501 · N502 · N503 · N504 · N505 · N505 (Andijk) · N506 · N507 · N508 · N509 · N510 · N511 · N512 · N513 · N514 · N515 · N516 · N517 · N518 · N519 · N520 · N521 · N522 · N523 · N524 · N525 · N526 · N527 · N806 · N830 · N848

Cursief vermelde wegen zijn voormalige Provinciale wegen